# ペルセウス腕

銀河系の渦状腕の構造。太陽系はオリオン腕にある。銀河の中心部の向こう側はよく見えない。
Local Spur：オリオン腕、Sagittarius Arm：いて腕、Norma Arm：じょうぎ腕、Scuntum-Crux Arm：たて・ケンタウルス腕

ペルセウス腕（ペルセウスわん、Perseus Arm ）は、銀河系の渦状腕（Spiral arm ）の一つである。
ペルセウス渦状腕（Perseus Spiral Arm ）とも。
銀河系は4つの大きな渦状腕と少なくとも2つの小さな腕や弧（spurs ）からなる、棒渦巻銀河である。ペルセウス腕は、半径1万700パーセク程度であり、はくちょう腕といて腕の間に位置している。ペルセウス腕は、ペルセウス座に近いので、そう呼ばれている。
太陽系や地球などを孕む小さなオリオン腕は、ペルセウス腕の枝であると考えられている。
ペルセウス腕は、数多くのメシエ天体を含んでいる。
- かに星雲(M1)
- M36
- M37
- M38
- M52
- M103

## 関連文献
- 『宇宙のことがまるごと分かる本』P6　宇宙科学研究倶楽部　編集